# عنقودية بشرية
عنقودية بشرية (الاسم العلمي: Staphylococcus hominis) هي نوع مخثر سلبي من البكتيريا تتبع جنس العنقودية من فصيلة المكورات العنقودية. وتتواجد عادةً باعتبارها بكتيريا متعايشة غير ضارة على الجلد البشري والحيواني وكما هو معروف فأنها تتسبب بإنتاج كحول ثيولي المركب والذي يساهم في رائحة الجسم. مثل غيرها من العديد من المكورات العنقودية المخثرة سلبياً, تسبب العنقودية البشرية أحياناً العدوى في المرضى الذين ضعف جهازهم المناعي بسبب العلاج الكيميائي أو العوامل المهيئة للمرض.